# Dyne Mousso
Dyne Mousso est une actrice québécoise, née à Montréal, le 17 mai 1930 et morte le 23 mai 1994.

## Biographie
Dyne Mousso est née du mariage de Armand Guilbault et d'Hélène Daoust sous le nom de Denise Guilbault. Sa sœur, Muriel Guilbault, elle aussi actrice, a joué aux côtés de Gratien Gélinas dans Ti-Coq (le rôle de Marie-Ange), une pièce de théâtre de Gratien Gélinas qui sera présentée pour la première fois en 1948 et qui a donné lieu au film Ti-Coq en 1952. Muriel Guilbault deviendra ensuite la « muse incomparable » du poète et dramaturge Claude Gauvreau, avec qui il a joué sa pièce Bien-être, et de qui il sera profondément amoureux. Muriel Guilbault se suicide en 1952, Dyne a alors 21 ans et reste profondément marquée par cette mort. Muriel aura été pour elle l'inspiration qui la mènera vers le théâtre. Bien qu'elle craigne de ne pas être à la hauteur, étant donné le succès rencontré par sa sœur, elle sent, quelque trois ans plus tard, le besoin de continuer son travail.
En 1949, Denise Guilbault épouse le peintre Jean-Paul Mousseau, membre des automatistes et signataire du Refus global (comme Claude Gauvreau et Muriel Guilbault). C'est de sa relation avec Jean-Paul Mousseau qu'est né le pseudonyme Dyne Mousso, « Dyne » étant le sobriquet que Jean-Paul Mousseau lui avait attribué (un prénom synonyme d'une unité d'énergie) et « Mousso » étant le nom de son mari, nom qu'elle portera toute sa vie, mais avec une orthographe différente (ils ont divorcé en 1964 - par bill privé - le divorce n'ayant été légalisé au Canada qu'en 1968). De cette union est née Katerine Mousseau, qui deviendra elle aussi comédienne et la conjointe du chanteur Michel Rivard pendant plusieurs années, de laquelle union naîtra le réputé chef cuisinier Antoine Mousso-Rivard.
En 1954, Dyne Mousso, qui, par sa relation avec Mousseau, côtoie Paul-Émile Borduas, Jean-Paul Riopelle et le groupe des automatistes, décide, après s'être frottée à la peinture et avoir exposé (ce qui ne plaisait pas à Mousseau, dira-t-elle), de suivre une courte formation de théâtre, un mois de leçons, auprès de Jean Dalmain du Théâtre du Nouveau-Monde. Elle passe ensuite une audition devant Jacques Mauclair, fondateur du théâtre d'avant-garde L'Amphytrion, lequel lui donne aussitôt, en 1955, trois rôles dans lesquels elle fait montre d'une intensité hors du commun. Démarre alors pour elle, et très rapidement, une dense carrière de comédienne au cours de laquelle elle interprétera plusieurs rôles de premier plan.
Dyne Mousso a marqué le Québec et les gens du milieu se souviennent de son rare talent, la qualifiant de comédienne mythique. Ses interprétations, notamment dans La Mouette de Tchekhov (qu'elle jouera d'ailleurs en 1955 et en 1968) et dans Mademoiselle Julie de Strindberg, sont qualifiées de remarquables. Tout laissait à penser que non seulement sa carrière serait longue, et qu'elle se poursuivrait probablement en France ou même aux États-Unis. Mais, en 1960, Dyne Mousso fait la rencontre d'un comédien, Jean Doyon, - lequel se fera notamment connaître dans la série télévisée Le Paradis terrestre, en 1968, aux côtés d'Élizabeth Chouvalidzé - duquel elle est très amoureuse. Cette rencontre est déterminante pour elle et change le cours de sa vie et de sa carrière.
En mars 1960, elle obtient une importante bourse du Conseil des arts du Canada et quitte Montréal pour aller vivre à Paris. Elle est enceinte de Jean Doyon, mais ne le sait pas encore. Elle venait de jouer La Plus Belle de Céans à la Télévision de Radio-Canada en mai 1959, un téléthéâtre de Charlotte Savary qui a causé un scandale inégalé au Québec et au Canada. Cette interprétation de la vie de jeune fille de Marguerite d'Youville (Fondatrice des Sœurs Grises) lui a valu de nombreux articles de presse,, un tollé de la communauté religieuse du Québec, et même des lettres de menaces. Pourtant, elle n'y est pour rien, n'étant qu'interprète, mais on lui reprochera d'avoir accepté de porter un décolleté trop révélateur, d'avoir accepté le rôle, et surtout de s'être portée à la défense du réalisateur Charles Dumas, menacé de congédiement.
Avec le scandale de La Plus Belle de Céans, elle se dit que ce séjour à Paris lui permettra une pause qui tombe à point. Elle a en outre beaucoup joué depuis cinq ans et cherche à apprendre davantage. Elle planifie voir beaucoup de théâtre à Paris, pour voir jouer les grands. Elle se rend donc dans la capitale de France avec sa fille Katerine, mais est de retour plus tôt que prévu, du fait de sa grossesse, de laquelle naît sa fille Emmanuelle. Dyne cherche à renouer en vain avec Jean Doyon, de qui elle aura néanmoins deux autres enfants (Stéphanie et Gilles), dans l'espoir, tout aussi vain, d'établir une relation amoureuse stable. Dyne Mousso et Jean Doyon ne se sont en effet jamais mariés. La relation de Dyne Mousso avec Jean Doyon, toujours tumultueuse et difficile, aura un impact considérable sur sa vie. De fait, ils n'ont pratiquement jamais vécu ensemble, Dyne ayant élevé ses enfants seule alors que sa carrière de comédienne bat son plein jusqu'en 1970. Conjuguer sa carrière de comédienne avec ses obligations de mère devient après cette date trop difficile et, peu à peu, la comédienne se tourne vers la narration, la post-synchronisation-doublage et la radio. Ultérieurement, elle développe des relations amoureuses marquantes avec le comédien Gilles Renaud, puis avec le réalisateur Charles Binamé, de plus courte durée, puis, plus tard, avec le comédien Raymond Bélisle.
Dans une lettre adressée à Anne-Marie Alonzo en 1989, elle écrit que le théâtre est un amant qu'elle a trompé avec la vie, la sienne.
Pendant près de quinze ans, de 1978 à 1993, Dyne Mousso sera lectrice et animatrice à la station de radio CIEL-MF (98,5, située à Longueuil), alors propriété de Jean-Pierre Coallier. Elle décède un an plus tard, en 1994, à l'âge de 64 ans.

## Filmographie
- 1955 : Passé antérieur de Hubert Aquin, réalisation Louis-Georges Carrier : Interprète aux côtés de Jean Brousseau
- 1955 : La Buveuse d'absinthe de Jacques Languirand, Radio-Canada, dans le rôle-titre
- 1955 - 1956 : Je me souviens de Jean Desprez, réalisation Florent Forget, aux côtés notamment de Janine Sutto, Gérard Poirier, Béatrice Picard
- 1956 : À la bonne étoile: Hommage à François Villon, Radio-Canada : Interprète, aux côtés de Gilles Pelletier
- 1956 : Histoires du Canada (série télévisée), Radio-Canada : Interprète
- 1956 : Champ libre, L'évocation de Federico Garcia Lorca, aux côtés de Jacques Lorain
- 1957 : À moitié sages de Françoise Loranger (série télévisée), réalisation Denys Gagnon, Radio-Canada : Interprète Marie-Thérèse, aux côtés de Huguette Oligny, Julien Bessette, Roger Garceau, Marthe Mercure, Tania Fédor, Solange Harbeau, François Cartier et Victor Désy
- 1957 : Radisson de Pierre Gauvreau (série télévisée), Radio-Canada: Interprète l'indienne cri Tayona
- année sous vérification : Musée intime, (TV), deux bouleversantes compositions
- année sous vérification : dramatique en anglais, Toronto, dans le rôle de l'Italienne
- 1957 : Le Colombier (série télévisée); Interprète Sophie Duvernay, aux côtés de Guy Hoffmann
- 1957 : Le Survenant de Germaine Guèvremont (série télévisée) : Fleur-Aimée, aux côtés de Olivier Guimond, Jean Coutu et Marthe Mercure
- 1957 - 1958 : Quatuor : C.Q.F.D. (téléthéâtre), Radio-Canada, aux côtés de Gisèle Schmidt
- 1958 : Marie-Didace (série télévisée) : Fleur-Aimée
- 1961 : Sous le signe du lion (série télévisée) : Martine Martin
- 1960 : Quand vient l'été de Roger Blais : Narration
- 1961 : Le Grand Duc (série télévisée): Interprète
- 1962 : Kanawio, Radio-Canada: Interprète
- 1964 : La Beauté même de Monique Fortier : Narration
- 1965 : Septième nord (série télévisée): Interprète, aux côtés de Monique Miller
- 1969 : Bozarts de Jacques Giraldeau: Lecture des écrits de Borduas
- 1970 - 1978 : Les Berger (série télévisée) : Jacqueline Morin, aux côtés de Roland Chenail et Claudine Chatel
- 1971 : Héritage perdu de Eugene Boyko : Narration
- 1971 : Le Hibou et le Lemming; une légende eskimo de Co Hoedeman : Narration
- 1972 : Saint-Urbain de Troyes de Yves Leduc : Narration
- 1973 : Beyond the Naked Eye (titre français Notre monde invisible) de Claudia Overing : Narration
- 1974 : Pris au collet de Raymond Garceau : Interprète
- 1974 : Les Filles du roy de Anne Claire Poirier : Narration
- 1978 : La Loi de la ville de Michel Bouchard : Narration
- 1978 : Légendes et Réalités Inuit de Richard Robesco : Narration
- 1979 : L'Arrache-cœur de Mireille Dansereau: La Psychologue, aux côtés de Louise Marleau
- 1979 : Dominga de Guy L. Coté : Narration
- 1980 : Le Coq de clocher de Claire Boyer : Narration
- 1982 : Le féminisme des années 1960: Madame, vous avez rien de Dagmar Teufel: Voix et Narration
- 1983 - 1984 : La Vie promise de Marcel Dubé : Interprète
- 1986 : L'Avenir entre nos mains de Carol Gedded, Ginny Stikeman, Yolande Garant : Narration
- 1987 : La Casa de Michel Regnier : Voix

### Téléthéâtres
- ? : Poèmes (Federico Garcia Lorca)
- ? : Quatuor (Françoise Loranger), productions Radio-Canada, dans le rôle de la réfugiée hongroise, aux côtés de Gisèle Schmidt et Georges Groulx
- 1955 : Montserrat (Emmanuel Robles), Radio-Canada, dans le rôle de Héléna, aux côtés de François Rozet, Guy Provost et Henri Norbert
- 1955 : Un cas intéressant, Radio-Canada, dans le rôle de l'infirmière
- 1956 : Plainte contre inconnu (Georges Neveux), réalisation de Louis-Georges Carrier, Radio-Canada, aux côtés de Georges Groulx, Henri Norbert, Jean-Claude Deret et Monique Miller
- 1957 : La puissance et la gloire (Graham Greene), Radio-Canada
- 1958 : La Volupté de l'honneur (Luigi Pirandello), productions Radio-Canada: dans le rôle de Agathe aux côtés de Gilles Pelletier, Guy Provost et Marthe Thiéry
- 1958 : Un remède de cheval (Leslie Sands), traduction de Frédéric Valmain et adaptation de Jeanne Frey, mise en scène de Bruno Paradis, Radio-Canada, aux côtés de Gilles Pelletier, Suzanne Avon et Jean Brousseau
- 1958 : Une maison dans la ville (trilogie auteurs-réalisateurs de CBFT), aux côtés de Janine Sutto, Colette Courtois, Lucie de Vienne et Pierre Boucher
- 1958 : Le feu sur la terre (François Mauriac), réalisation de Louis-Georges Carrier, Radio-Canada, dans le rôle de Laure, aux côtés de Benoît Girard, Andrée Lachapelle, Margot Campbell, Nathalie Naubert et Henri Norbert
- 1959 : Banquet au chevreuil bleu (Sandor Torok), à l'affiche de Première, réalisation de Fernand Quirion, aux côtés de Georges Groulx, Guy Godin, Jean Lajeunesse, Gérard Paradis et Camille Ducharme
- 1959 : La Dame de l'aube, réalisation de Jacques Gauthier, Théâtre populaire, aux côtés de Monique Lepage, Nathalie Naubert et Benoît Girard
- 1959 : La Plus Belle de Céans (Charlotte Savary), mise en scène de Charles Dumas, Radio-Canada, dans le rôle-titre, interprétant la vie de jeune fille de Marguerite d'Youville
- 1959 : Shoestring Theatre, Toronto, plusieurs émissions dont « The telephone call », une adaptation de « La Voix Humaine » de Cocteau
- 1960 : La Cerisaie, Anton Thekhov Radio-Canada
- 1962 : Monsieur Vernet (Jules Renard), réalisation de Aimé Forget, productions Radio-Canada, dans le rôle de Madame Vernet, aux côtés de André Valmy, Janine Sutto, Jean-Louis Roux et Margot Campbell
- année sous vérification : Pas d'amour (Ugo Betti), réalisation Jean-Paul Fugère, productions Radio-Canada, dans le rôle de Délia, aux côtés de Jean-Louis Roux, Guy Hoffmann et Charlotte Boisjoli
- 1966 : Le Canard sauvage (Henrik Ibsen), Radio-Canada
- 1967 : Cet animal étrange, productions Radio-Canada, aux côtés de Jean Coutu
- 1970 : L'Île des chèvres (Ugo Betti), Radio-Canada
- 1970 : Ta nuit est ma lumière, productions Radio-Canada: personnage principal
- 1974 : Hedda Gabler (Henrik Ibsen), productions Radio-Canada: Hedda Gabler
- 1978 : Un mois à la campagne (Ivan Tourgueniev), réalisation de Richard Martin, productions Radio-Canada, dans le rôle de Natalia Petrovna, aux côtés de Pascal Rollin et de Daniel Gadouas

### Théâtre
- 1955 : L'Imbécile (Luigi Pirandello), Amphytrion, dans le rôle de Rosa, aux côtés de Patrick Antoine, Jacques Dufilho et Jean Gaumont
- 1955 : La Leçon (Eugène Ionesco), l'Amphytrion, rôle de l'élève, aux côtés de Jacques Mauclair
- 1955 : La marguerite (Armand Salacrou), l'Amphytrion, aux côtés de Françoise Faucher, Patrick Antoine et Jacques Dufilho
- 1955 : Passé antérieur (Hubert Aquin), théâtre d'été, dans le premier rôle (Hélène)
- 1955 : La Mouette (Anton Tchékhov), TNM, dans le rôle-titre (Nina), aux côtés de Jean Gascon
- 1955 : La Boutique aux Anges (Roger Sinclair), mise en scène de Yvette Brind'Amour, Festival d'Art Dramatique de Montréal, dans le rôle de Mildred, aux côtés de Jean Gaumont, Jean Fauber, Hélène Loiselle, Bertrand Gagnon et Gaétane Laniel
- année sous vérification : Taille-fer avec Paul Gauthier
- 1956 : La plus forte (August Strindberg), lère du Centre canadien d'essai, à l'École des Beaux-Arts, devant un public de peintres, de littérateurs, de comédiens et de critiques, dans le rôle-titre et unique rôle parlant, aux côtés de Colette Courtois et Josette Brassart
- 1956 : Three rings for Michelle (Patricia Joudry), mise en scène de Marcella Cisney du New York City Centre, Théâtre Avenue à Toronto, en anglais dans le rôle-titre (Michelle), aux côtés de George Bloomfield (Montréal), Betty Garde (New-York), Hugh Webster et Claire Murray (Toronto)
- 1957 : L'Œil du peuple (André Langevin), mise en scène de Jean-Louis Roux, TNM, aux côtés de Denise Pelletier, Jean Duceppe, Henri Norbert, Guy Hoffmann, Huguette Oligny et Jean-Louis Roux
- 1957 : Six personnages en quête d'auteur (Luigi Pirandello), mise en scène de Paul Hébert, au Chanteclerc, théâtre d'été de Ste-Adèle, dans le rôle de la belle-fille, aux côtés de Gilles Pelletier et de Albert Millaire
- 1958 : Les Épiphanies (Henri Pichette), Théâtre Anjou, aux côtés de Robert Gadouas et de l'auteur
- 1958 : L'Alouette (Jean Anouilh), mise en scène de Gratien Gélinas, Comédie Canadienne, dans le rôle de Agnès, aux côtés de Robert Gadouas, Paul Berval, Gilles Pelletier, Henri Norbert, Jean-Pierre Masson, Jacques Godin, Jean Lajeunesse, Mia Riddez et Ginette Letondal
- 1959 : Le Baladin du monde occidental (John Millington Synge), mise en scène de Jean Gascon, TNM, dans le rôle de Pegeen Mike, aux côtés de François Tassé
- 1959 : Mademoiselle Julie (August Strindberg), Comédie canadienne, dans le rôle-titre (Julie), aux côtés de Jean Coutu. Après 5 semaines de succès, la pièce sera remise à l'affiche. Prévue initialement pour 12 représentations, elle tint 50 fois l'affiche. L'Ambassadeur de Suède, M. Oscar Thorsing, a assisté à la première à titre de président d'honneur et plusieurs membres des corps diplomatiques scandinaves étaient au nombre des spectateurs
- 1959: Venise sauvée des eaux (Thomas Otway, adaptation de Moivan Lebesque), TNM, dans le rôle de Aquilina, aux côtés de Guy Hoffmann, Guy Provost, Jean-Louis Roux, Monique Chabot, Jean Gascon et Claire Richard
- 1960 : Les Choéphores (l'une des tragédies de la trilogie d'Orestie d'Eschyle)
- 1966 : La Mégère apprivoisée (William Shakespeare), NCT, dans le rôle-titre (Catharina), aux côtés de Gilles Pelletier
- 1966 : Mère Courage (Bertolt Brecht), TNM, dans le rôle de Catherine aux côtés de Denise Pelletier
- 1968 : La Mouette (Anton Tchekhov), NCT, mise en scène par Gilles Pelletier, dans le rôle-titre (Nina)
- 1968 : Volpone, de Ben Jonson NCT
- 1969 : Double jeu (Françoise Loranger), Comédie canadienne, direction d'André Brassard, aux côtés de Louis Aubert, Gérard Poirier, Denise Proulx et Rita Lafontaine
- 1970 : Bien à moi (Marie Savard), Théâtre de Quat'sous : dans le rôle de la Marquise
- 1970 : Le Marquis qui perdit (Réjean Ducharme), mise en scène d'André Brassard, TNM
- 1971 : Désir sous les ormes (Eugene O'Neill), TNM, aux côtés de Aubert Pallascio, Guy Dufresne et Jean-René Ouellet
- année sous vérification: Six personnages en quête d'auteur (Luigi Pirandello), TNM, aux côtés de Gisèle Schmidt et Gilles Pelletier
- année sous vérification: Lorenzaccio, d'Alfred de Musset, TNM
- année sous vérification: La Jument du roi

### Radio
- ? : Place des quat' saisons, radioroman quotidien, CKAC, dans le rôle de Solange, avec Julien Bessette et Jean Brousseau
- 1955 : Docteur Claudine de Jean Desprez, radioroman, CKVL, réalisation Jean Dumas, dans le rôle de Gisèle Bélanger
- 1955 : Jeunesse, théâtre, Radio-Canada, dans le rôle de Mauricette, aux côtés d'Henri Norbert et Sita Riddez
- 1958 : Pour Lucrèce (Jean Giraudoux), théâtre, dans la série Sur toutes les scènes du monde réalisation de Roger Citerne, Radio-Canada, dans le rôle de Paola
- 1962 : Le Marchand de Venise (Shakespeare), théâtre, dans la série Sur toutes les scènes du monde réalisation Olivier Mercier Gouin, Radio-Canada, aux côtés de Henri Norbert, Guy Godin et Jacques Auger
- 1964 - 1969 : Marie Tellier, avocate, radioroman quotidien, Radio-Canada, dans le rôle de Marie Tellier, aux côtés d'Andrée Lachapelle
- année sous vérification: Visage d'amour, Radio-Canada
- 1969 : Bien à moi, pièce de Marie Savard, jouée à la radio dans le cadre des « studios d'essai » réalisés par Robert Blondin, Radio-Canada
- 1970 : Au Mitan du Soir, Poèmes de Louise Pouliot, lus par Dyne Mousso, Radio-Canada
- 1976 : Un écrivain et son pays, Nominingue, texte de Rina Lasnier lu par Dyne Mousso
- 1977 : 8 fables avec des mots de tous les jours, Narration par Dyne Mousso et Patrick Straram
- 1978 : Le cri de la folle enfouie dans l'asile de la mort de Monique Bosco, Radio-Canada
- 1978 - 1993 : Lectrice et animatrice à la station de radio CIEL-MF (98,5, Longueuil), de Jean-Pierre Coallier
- 1979 : Extraits de livres de Boris Vian lus par Dyne Mousso dans le cadre de deux émissions animées par Patrick Straram
- 1985 : L’amour de Madeleine Gagnon, lu par Dyne Mousso, émission Éloges, Radio-Canada MF
- 1985 : Poète sur paroles, Radio-Canada, extraits de textes de Anne-Marie Alonzo, lus par Dyne Mousso
- 1985 : Marie-Claire Blais, Radio-Canada, réalisation de Jean Lacroix, lectrice Dyne Mousso
- 1986 : Une histoire vraie de Madeleine Gagnon, récit lu par Dyne Mousso, émission En toutes lettres. Radio-Canada MF
- 1991 : Le Toucouleur, texte de Jean-Marc Cormier. Émission Griots et Téranga réalisées par Doris Dumais, diffusée à la chaine culturelle FM de Radio-Canada, en mai 1991. Textes, entrevues et narration de Jean-Marc Cormier. MP3 accessible au site http://www.jmcormier.com

Pendant près de quinze ans, de 1978 à 1993, Dyne Mousso sera lectrice à la station de radio CIEL-MF.

### Doublage
- La petite sirène (titre original: アンデルセン童話人魚姫, Anderusen dōwa ningyo hime) Doublage de la grande-mère
- Anne, la Maison aux Pignons Verts (titre original: Anne of Green Gables), USA (1979-1980) : Doublage Marilla Cuthbert (Colleen Dewhurst)
- Anne, La Maison aux Pignons Verts - La Suite (titre original: Anne of Green Gables - The Sequel), USA (1987) : Doublage Marilla Cuthbert (Colleen Dewhurst)
- Le magicien d'Oz (titre original: The Wizard of Oz), (1986-1987) : Doublage Tante Emma
- Princesse Jasna (titre original: O princezně Jasněnce a létajícím ševci), Tchécoslovaquie (1987) : Doublage Nounou (actrice tchèque)
- Le Fabuleux Gang des Sept (titre original: The Company of Strangers), USA (1990) : Doublage Catherine (Catherine Roche)
- Oscar (titre original Oscar), USA (1991): Doublage Tante Rosa (Yvonne De Carlo)
- Le secret est dans la sauce (titre original Fried Green Tomatoes), USA (1991) : Doublage Mama Threadgoode (Lois Smith)
- Retour au bercail: L'Incroyable Randonnée (titre original Homeward Bound: The Incredible Journey), USA (1993) : Doublage Prof de Peter (Dorothy Roberts)
- Sofie (titre original Sofie), Danemark (1993) : Doublage Mère de Jonas (actrice danoise)

### Divers
- Exposition d'encres, huiles et acryliques de Dyne Mousso, en 1984, à la Galerie La Malvas à Montréal, avec l'écrivain Madeleine Gagnon
- Une lettre rouge orange et ocre, Anne-Marie Alonzo, Texte dramatique, Les éditions de la pleine lune, 1984, Illustration de la couverture: encre de Dyne Mousso intitulée Délure ivresque
- Livre d'artiste - Tristan Tzara - Vingt-cinq poèmes, transcription manuscrite par Dyne Mousso et jaquette de couverture par Jean-Paul Mousseau (médiathèque du Musée d'Art Contemporain de Montréal)
- Disque - Québékiss (1971), un disque document, pièce Ça fait que par Dyne Mousso - autres collaborations: Marie Savard, Michel Chartrand, André Lejeune

## Récompenses et Nominations
- 1955-56 : Meilleurs artistes au théâtre : Meilleure recrue de la saison : Dyne Mousso, dans La Mouette, au TNM (Jean Hamelin)
- 1957-58 : Meilleurs artistes au théâtre : Meilleur interprète féminin : Dyne Mousso dans Six personnages en quête d'auteur de Pirandello, au Théâtre d'été de Ste-Adèle (Jean Hamelin)
- 1959 : Trophée Meilleure actrice Le feu sur la terre, Le Gala des Splendeurs, sous les auspices de Radiomonde